# Traction électrique (orgue)
Pour les chemins de fer, voir Traction électrique.
La traction électrique est l'un des types actuels de transmission pour orgue — les autres techniques les plus connues étant : la traction mécanique, la traction pneumatique et la traction électropneumatique. Ce mode de transmission moderne repose sur l'utilisation plus ou moins complexe de soupapes actionnées par des électroaimants et permet de repousser encore plus loin les limites de la facture d'orgue.

## Soupape à électroaimant
Chaque électroaimant est constitué d'un simple bobinage. Ses caractéristiques utiles sont :
- N : le nombre de tours de la bobine (en spires) ;
- D : le diamètre de la bobine (en mètres) ;
- L : la longueur de la bobine (en mètres) ;
- R : la résistance électrique de la bobine (en ohms) ;
- U : la tension d'alimentation de la bobine (en volts) ;
- I : l'intensité du courant (en ampères) donnée par la loi d'Ohm ({\displaystyle I={\frac {U}{R}}}).

Le champ magnétique développé par ce solénoïde vaut {\displaystyle B=4\pi *10^{-7}*N*{\frac {I}{L}}} (en teslas). La force développée au centre de ce solénoïde vaut {\displaystyle F=I*D*B} (en newtons). À noter que l'utilisateur ne peut faire varier qu'une seule donnée de base : la tension d'alimentation (en volts). Ce qui influe directement sur l'intensité du courant (en ampères) et donc sur la force F développée (en newtons).
Le facteur d'orgues va donc choisir ses soupapes à électroaimants avec soin en fonction de la taille du pied du tuyau, de la pression à l'intérieur du sommier et de la tension d'alimentation prévue. À travers cette dernière partie, la complexité d'utilisation de ces actionneurs a été démontrée. Cette méthode de transmission demande donc un certain savoir et n'est pas à mettre entre toutes les mains.

## Contrôle général des soupapes
Le contrôle général de toutes les soupapes à électroaimant s'effectuent grâce à des cartes électroniques. Le principe le plus simple étant l'utilisation de plaques de transistors, et celui le plus complexe, la mise en place d'un PC à hautes performances dont le rôle est de gérer la console, les soupapes et le tirage de jeux.

## Avantages de la traction électrique
Cette technique de transmission permet de contrôler un nombre considérable de tuyaux et donc de jeux, ainsi que la mise en place de consoles déplaçables parfois mieux adaptées à l'accompagnement des chanteurs et l'utilisation de plusieurs orgues existants sur une seule et même console.